# Барден, Гийом
Гийом Барде́н (фр. Guillaume Bardin, лат. Guilelmus Bardinus; около 1410 — не ранее января 1474) — лангедокский священник, хронист и правовед, советник парламента Тулузы, автор «Хронологической истории парламента Окситании» (лат. Historia chronologica parlamentorum patriae Occitaniae).

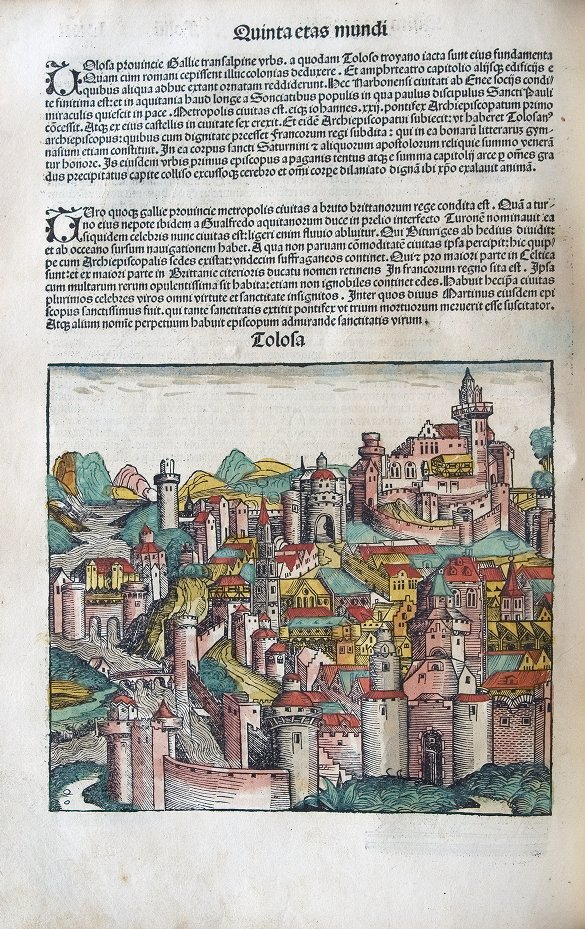
Город Тулуза в «Нюрнбергской хронике» Хартмана Шеделя (1493)

## Биография
Родился около 1410 года в семье Пьера Бардена, советника-клирика парламента Тулузы с 1424 года, автора нескольких сочинений по каноническому праву, в том числе вопросам церковной юрисдикции, монастырских иммунитетов и папским декреталиям. Племянник Жана де Бардена, советника парламента Тулузы. Пойдя по стопам отца, изучал каноническое право в Тулузском университете, после чего был рукоположён в сан священника.
С 5 июля 1443 года по январь 1474 года был советником последнего парламента Тулузы, учреждённого эдиктами короля Франции Карла VII 1437 и 1443 годов в качестве апелляционного суда по гражданским, уголовным и церковным делам. Около 1453 года назначен был профессором права Орлеанского университета, но преподавал ли там в действительности, неизвестно. 
Умер в Тулузе не ранее 1474-го, возможно, после 1484 года.

## Хроника
Автор латинской хроники, получившей название «Хронологическая история парламента Окситании» (лат. Historia chronologica parlamentorum patriae Occitaniae et diversorum conventuum trium ordinum dictae patriae, также Historia chronologica parlamentorum Occitaniae apud Vaissete), охватывавшей события с 1031 по 1454 год.
Наибольший интерес в сочинении Бардена представляли рассказы об участии графа Раймунда IV Сен-Жильского в Первом крестовом походе (1095—1099), альбигойских войнах 1209—1229 годов, опустошительных эпидемиях чумы в Тулузе 1348 и 1361 годов, а также о путешествии тулузского врача Ансельма д’Изальгие в столицу западноафриканского царства Сонгай, город Гао на Нигере в 1405—1413 годах. Согласно сообщению хрониста, д’Изальгие привёз с собой оттуда туземную жену, в честь дочерей которой тулузское рыцарство впоследствии устраивало турниры, а также трёх чернокожих евнухов, среди которых был умелый лекарь Абен Али, вылечивший в 1419 году в Тулузе самого дофина Карла.
Большинство источников, использованных Барденом, остаются неизвестными, вероятно, они были утрачены ещё в старину, из-за чего некоторые из его сообщений, например, о создании тулузского парламента в 1304 году, не вызывают доверия у современных исследователей. Вместе с тем, несомненную ценность представляют его известия о современной ему деятельности этого высшего судебного органа Лангедока (1443—1474), к документам которого в силу своей должности он имел беспрепятственный доступ.
Оригинальные рукописи хроники Гийома Бардена, по словам тулузского магистрата Жермена Ля Файле, автора летописи города с 1515 по 1662 год, находились в личных библиотеках французского канцлера Пьера Сегье (1588—1672) и министра финансов Жана-Батиста Кольбера (1619—1683).
Хроника никогда полностью не издавалась, и лишь фрагменты её сначала переведены были в 1698 году Анри Ле Бре из Монтобана, а в 1730—1745 годах опубликованы в Париже учёными монахами из Парижской Конгрегации Святого Мавра французских бенедиктинцев Жозефом Вайссеттом и Клодом де Виком в составленной ими 5-томной «Всеобщей истории Лангедока» (фр. Histoire generale de Languedoc).